# Barrios altos
Barrios altos és una pel·lícula espanyola en clau de comèdia del 1987. Fou la primera pel·lícula dirigida per José Luis García Berlanga, fill de Luis García Berlanga, i protagonitzada per Victoria Abril. Victoria Abril va obtenir el Fotogramas de Plata 1987 a la millor actriu de cinema pel seu paper en aquesta pel·lícula i El Lute: camina o revienta. Fou rodada als barris alts de Barcelona, mostrant el contrast entre la zona alta i la zona baixa de la ciutat.

## Argument
Verónica és una mare barcelonina recentment divorciada que intenta adaptar-se a la nova situació. Però això queda d'una banda quan és assassinat el massatgista Carlos. Aquest ha deixat un missatge al contestador perquè agafi un paquet amagat als labavos d'una estació de tren. Des d'aleshores la tranquil·litat desapareix de la seva vida.

## Repartiment
- Victoria Abril - Verónica
- Abel Folk - Carlos
- Carme Conesa - Ana
- Juanjo Puigcorbé - Luis
- Pepe Rubianes - Edmundo
- Llorenç de Santamaria - Húngaro